# 35e cérémonie des Saturn Awards
La 35e cérémonie des Saturn Awards, récompensant les films  sortis en 2008 et séries télévisées diffusées en 2008 et les professionnels s'étant distingués cette année-là, s'est tenue le 25 juin 2009 à Burbank en Californie.

## Palmarès
Les lauréats sont indiqués ci-dessous en premier de chaque catégorie et en gras.

### Cinéma

#### Meilleur film de science-fiction
- Iron Man
  - L'Incroyable Hulk (The Incredible Hulk)
  - Indiana Jones et le Royaume du crâne de cristal (Indiana Jones and the Kingdom of the Crystal Skull)
  - Le Jour où la Terre s'arrêta (The Day the Earth Stood Still)
  - Jumper
  - L'Œil du mal (Eagle Eye)

#### Meilleur film fantastique
- L'Étrange Histoire de Benjamin Button (The Curious Case of Benjamin Button)
  - Les Chroniques de Spiderwick (The Spiderwick Chronicles)
  - Hancock
  - Le Monde de Narnia : Le Prince Caspian (The Chronicles of Narnia: Prince Caspian)
  - Twilight, chapitre I : Fascination (Twilight)
  - Wanted : Choisis ton destin (Wanted)

#### Meilleur film d'horreur/ thriller
- Hellboy 2 : Les Légions d'or maudites (Hellboy II: The Golden Army)
  - En quarantaine (Quarantine)
  - Splinter
  - La Momie : La Tombe de l'empereur Dragon (The mummy: Tomb of the dragon emperor)
  - The Strangers

#### Meilleur film d'action / aventures
- The Dark Knight : Le Chevalier noir (The Dark Knight)
  - L'Échange (Changeling)
  - Gran Torino de Clint Eastwood
  - Quantum of Solace
  - Trahison (Traitor)
  - Walkyrie (Valkyrie

#### Meilleur film d'animation
- WALL-E
  - Volt, star malgré lui (Bolt)
  - Horton (Dr Seuss' Horton Hears a Who!)
  - Kung Fu Panda
  - Madagascar 2 : La Grande Évasion (Madagascar: Escape 2 Africa)
  - Star Wars: The Clone Wars

#### Meilleur film international
- Morse • ( Suède)
  - Bons baisers de Bruges (In Bruges) • ( Royaume-Uni)
  - Slumdog Millionaire • ( Royaume-Uni)
  - Transsibérien (Transsiberian) • ( Royaume-Uni,  Allemagne,  Espagne,  Lituanie)
  - Braquage à l'anglaise (The Bank Job) • ( Royaume-Uni)
  - Le Royaume interdit (The Forbidden Kingdom) • ( États-Unis,  Chine)

#### Meilleure réalisation
- Jon Favreau pour Iron Man
  - Clint Eastwood pour L'Échange
  - David Fincher pour L'Étrange Histoire de Benjamin Button
  - Christopher Nolan pour The Dark Knight : Le Chevalier noir
  - Bryan Singer pour Walkyrie (Valkyrie)
  - Steven Spielberg pour Indiana Jones et le Royaume du crâne de cristal (Indiana Jones and the Kingdom of the Crystal Skull)
  - Andrew Stanton pour WALL-E

#### Meilleur acteur
- Robert Downey Jr. dans Iron Man
  - Will Smith dans Hancock
  - Harrison Ford pour le rôle de Dr Henry Walton « Indiana » Jones Jr dans Indiana Jones et le Royaume du crâne de cristal (Indiana Jones and the Kingdom of the Crystal Skull)
  - Brad Pitt dans L'Étrange Histoire de Benjamin Button
  - Christian Bale dans The Dark Knight : Le Chevalier noir
  - Tom Cruise dans Walkyrie

#### Meilleure actrice
- Angelina Jolie dans L'Échange
  - Cate Blanchett dans L'Étrange Histoire de Benjamin Button
  - Maggie Gyllenhaal dans The Dark Knight : Le Chevalier noir
  - Julianne Moore dans Blindness
  - Emily Mortimer dans Transsibérien
  - Gwyneth Paltrow dans Iron Man

#### Meilleur acteur dans un second rôle
- Heath Ledger dans The Dark Knight : Le Chevalier noir
  - Jeff Bridges dans Iron Man
  - Aaron Eckhart dans The Dark Knight : Le Chevalier noir
  - Woody Harrelson dans Transsibérien
  - Shia LaBeouf pour le rôle de Henry « Mutt » Williams dans Indiana Jones et le Royaume du crâne de cristal (Indiana Jones and the Kingdom of the Crystal Skull)
  - Bill Nighy dans Walkyrie

#### Meilleure actrice dans un second rôle
- Tilda Swinton dans L'Étrange Histoire de Benjamin Button
  - Joan Allen dans Course à la mort
  - Charlize Theron dans Hancock
  - Judi Dench dans Quantum of Solace
  - Olga Kurylenko dans Quantum of Solace
  - Carice van Houten dans Walkyrie

#### Meilleur(e) jeune acteur ou actrice
- Jaden Smith dans Le Jour où la Terre s'arrêta
  - Brandon Walters dans Australia
  - Lina Leandersson dans Morse
  - Dev Patel dans Slumdog Millionaire
  - Catinca Untaru dans The Fall
  - Freddie Highmore dans Les Chroniques de Spiderwick

#### Meilleur scénario
- Christopher Nolan et Jonathan Nolan pour The Dark Knight : Le Chevalier noir
  - J. Michael Straczynski pour L'Échange
  - David Koepp et John Kamps pour La Ville fantôme
  - Mark Fergus, Hawk Ostby, Art Marcum et Matt Holloway pour Iron Man
  - John Ajvide Lindqvist pour Morse
  - Eric Roth pour L'Étrange Histoire de Benjamin Button

#### Meilleure musique
- James Newton Howard et Hans Zimmer pour The Dark Knight : Le Chevalier noir
  - Clint Eastwood pour L'Échange
  - Ramin Djawadi pour Iron Man
  - John Powell pour Jumper
  - Alexandre Desplat pour L'Étrange Histoire de Benjamin Button
  - John Ottman pour Walkyrie

#### Meilleurs costumes
- Indiana Jones et le Royaume du crâne de cristal (Indiana Jones and the Kingdom of the Crystal Skull) – Mary Zophres
  - Australia – Catherine Martin
  - The Dark Knight : Le Chevalier noir – Lindy Hemming
  - L'Échange – Deborah Hopper
  - Le Monde de Narnia : Le Prince Caspian – Isis Mussenden
  - Walkyrie – Joanna Johnston

#### Meilleur maquillage
- Greg Cannom pour L'Étrange Histoire de Benjamin Button
  - Mike Elizalde pour Hellboy 2 : Les Légions d'or maudites
  - Gregory Nicotero et Paul Engelen pour Le Monde de Narnia : Le Prince Caspian
  - John Caglione Jr. et Conor O'Sullivan pour The Dark Knight : Le Chevalier noir
  - Paul Hyett pour Doomsday
  - Gerald Quist pour Tonnerre sous les tropiques

#### Meilleurs effets spéciaux
- The Dark Knight : Le Chevalier noir – Chris Corbould, Nick Davis, Paul J. Franklin et Timothy Webber
  - L'Étrange Histoire de Benjamin Button – Eric Barba, Craig Barron, Burt Dalton et Steve Preeg
  - Hellboy 2 : Les Légions d'or maudites – Eamonn Butler, Andrew Chapman, Mike Wassel et Adrian De Wet
  - Indiana Jones et le Royaume du crâne de cristal (Indiana Jones and the Kingdom of the Crystal Skull) – Pablo Helman et Daniel Sudick
  - Iron Man – Shane Mahan, John Nelson, Ben Snow et Daniel Sudick
  - Le Monde de Narnia : Le Prince Caspian (The Chronicles of Narnia: Prince Caspian) – Wendy Rogers et Dean Wright

### Télévision

#### Meilleure série diffusée sur les réseaux nationaux
- Lost : Les Disparus (Lost)
  - Fringe
  - Heroes
  - Life on Mars
  - Supernatural
  - Terminator : Les Chroniques de Sarah Connor (Terminator: The Sarah Connor Chronicles)

#### Meilleure série diffusée sur le câble ou en syndication
- Battlestar Galactica
  - Dexter
  - Leverage
  - Star Wars: The Clone Wars
  - True Blood
  - The Closer : L.A. enquêtes prioritaires (The Closer)

#### Meilleur téléfilm, mini-série ou programme spécial
- Les Aventures de Flynn Carson : Le Secret de la coupe maudite (The Librarian: The Curse of the Judas Chalice)
  - Breaking Bad
  - Jericho
  - Le Dernier Templier (The Last Templar)
  - 24 heures chrono: Redemption (24: Redemption)
  - La Menace Andromède (The Andromeda Strain)

#### Meilleur acteur
- Edward James Olmos pour Battlestar Galactica
  - Timothy Hutton pour Leverage
  - Bryan Cranston pour Breaking Bad
  - Michael C. Hall pour Dexter
  - Matthew Fox pour Lost : Les Disparus
  - Noah Wyle pour Les Aventures de Flynn Carson : Le Secret de la coupe maudite

#### Meilleure actrice
- Mary McDonnell pour Battlestar Galactica
  - Anna Torv pour Fringe
  - Jennifer Love Hewitt pour Ghost Whisperer
  - Evangeline Lilly pour Lost : Les Disparus
  - Lena Headey pour Terminator : Les Chroniques de Sarah Connor
  - Kyra Sedgwick pour The Closer : L.A. enquêtes prioritaires
  - Anna Paquin pour True Blood

#### Meilleur acteur dans un second rôle
- Adrian Pasdar pour Heroes
  - Milo Ventimiglia pour Heroes
  - Henry Ian Cusick pour Lost : Les Disparus
  - Michael Emerson pour Lost : Les Disparus
  - Josh Holloway pour Lost : Les Disparus
  - Thomas Dekker pour Terminator : Les Chroniques de Sarah Connor

#### Meilleure actrice dans un second rôle
- Jennifer Carpenter pour Dexter
  - Katee Sackhoff pour Battlestar Galactica
  - Hayden Panettiere pour Heroes
  - Kim Yoon-jin pour Lost : Les Disparus
  - Elizabeth Mitchell pour Lost : Les Disparus
  - Summer Glau pour Terminator : Les Chroniques de Sarah Connor

#### Meilleureguest-stardans une série télévisée
- Jimmy Smits pour Dexter
  - Kristen Bell pour Heroes
  - Alan Dale pour Lost : Les Disparus
  - Kevin Durand pour Lost : Les Disparus
  - Robert Forster pour Heroes
  - Sonya Walger pour Lost : Les Disparus

### DVD

#### Meilleure édition DVD
- Jack Brooks : Monster Slayer
  - Cold Prey (Fritt Vilt)
  - Les Faucheurs (The Deaths of Ian Stone)
  - Resident Evil: Degeneration (バイオハザード：ディジェネレーション, Baiohazādo: Dijenerēshon)
  - Starship Troopers 3: Marauder
  - Stuck

#### Meilleure édition spéciale DVD d'un classique
- Psychose (Psycho) (Universal Legacy Series)
  - Casablanca (Ultimate Collector's Edition)
  - Fatal Games (Heathers) (20th High School Reunion Edition)
  - L'Étrange Noël de monsieur Jack (The Nightmare Before Christmas)
  - Le Portrait de Dorian Gray (The Picture of Dorian Gray)
  - La Belle au bois dormant (Sleeping Beauty)

#### Meilleure collection DVD
- The Godfather - The Coppola Restoration comprenant Le Parrain (Mario Puzo's The Godfather), Le Parrain - 2e partie (Mario Puzo's The Godfather : Part II) et Le Parrain, 3e partie (Mario Puzo's The Godfather : Part III)
  - Abbott and Costello (Complete Universal Series Collection) comprenant Une nuit sous les tropiques (One Night in the Tropics), Deux Nigauds soldats (Buck Privates), Deux Nigauds marins (In the Navy), Fantômes en vadrouille (Hold That Ghost), Deux Nigauds aviateurs (Keep'em flying), Deux Nigauds cow-boys (Ride 'Em Cowboy), Deux Nigauds dans une île (Pardon My Sarong), Deux Nigauds détectives (Who Done It?), Deux Nigauds dans le foin (It Ain't Hay), Deux Nigauds dans la neige (Hit the Ice), Hommes du monde (In Society), Deux Nigauds au collège (Here Come the Co-eds), Show Boat en furie (The Naughty Nineties), Deux Nigauds dans le manoir hanté (The Time of Their Lives), Deux Nigauds démobilisés (Buck Privates Come Home), Deux Nigauds et leur veuve (The Wistful Widow of Wagon Gap), Deux Nigauds contre Frankenstein (Abbott and Costello meet Frankenstein), Deux Nigauds toréadors (Mexican Hayride), Deux Nigauds chez les tueurs (Abbott and Costello Meet the Killer, Boris Karloff), Deux Nigauds légionnaires (Abbott and Costello in the Foreign Legion), Deux nigauds et l'homme invisible (Abbott and Costello Meet the Invisible Man), Deux Nigauds chez les barbus (Comin' Round the Mountain), Deux Nigauds en Alaska (Lost in Alaska), Deux Nigauds chez Vénus (Abbott and Costello Go to Mars), Deux Nigauds contre le Dr Jekyll et Mr Hyde (Abbott and Costello Meet Dr. Jekyll and Mr. Hyde), Deux Nigauds et les flics (Abbott and Costello Meet the Keystone Kops) et Deux Nigauds et la momie (Abbott and Costello Meet the Mummy)
  - Dirty Harry (Ultimate Collector’s Edition) comprenant L'Inspecteur Harry (Dirty Harry), Magnum Force, L'inspecteur ne renonce jamais (The Enforcer), Le Retour de l'inspecteur Harry (Sudden Impact) et La Dernière Cible (The Dead Pool)
  - Ghost House Underground Eight Film Collection comprenant Dance of the Dead, No Man's Land: The Rise of Reeker, The Substitute (Vikaren), Dark Floors (Dark Floors: The Lordi Motion Picture), Trackman (Путевой обходчик, Putevoy obkhodchik), Room 205 (Kollegiet), The Last House in the Woods (Il bosco fuori) et Brotherhood of Blood
  - Mystery Science Theater 3000: 20th Anniversary Edition comprenant L'Étoile du silence (Der schweigende Stern), Rayon laser (Laserblast), Le Loup-garou (Werewolf) et Future War
  - Planet of the Apes 40th Anniversary Collection comprenant La Planète des singes (Planet of the Apes), Le Secret de la planète des singes (Beneath the Planet of the Apes), Les Évadés de la planète des singes (Escape from the Planet of the Apes), La Conquête de la planète des singes (Conquest of the Planet of the Apes) et La Bataille de la planète des singes (Battle for the Planet of the Apes)

#### Meilleure édition DVD d'un programme télévisé
- Moonlight
  - Doctor Who
  - Heroes
  - Lost : Les Disparus (Lost)
  - Le Diable et moi (Reaper)
  - Torchwood
  - Les Tudors (The Tudors)

#### Meilleure édition DVD d'un ancien programme télévisé
- Les Envahisseurs (The Invaders)
  - Columbo
  - Demain à la une (Early Edition)
  - L'Incroyable Hulk (The Incredible Hulk)
  - Mission impossible (Mission: Impossible)
  - Les Allumés (Spaced)

#### Meilleure édition spéciale DVD
- The Mist (Stephen King's The Mist) (Two-Disc Collector's Edition)
  - Le Pacte des loups (Director's Cut)
  - The Dark Knight : Le Chevalier noir (The Dark Knight) (Two-Disc Special Edition)
  - Dark City (The Director's Cut)
  - L.A. Confidential (Two-Disc Special Edition)
  - Zodiac (The Director's Cut)

### Prix spéciaux

#### Life Career Award
- Lance Henriksen

#### Lifetime Achievement Award
- Leonard Nimoy

#### Visionary Award
- Jeffrey Katzenberg et son avancement dans la technologie 3D

## Nominations multiples

### Cinéma
- 11 nominations : The Dark Knight : Le Chevalier noir
- 9 nominations : L'Étrange Histoire de Benjamin Button
- 7 nominations : Iron Man; Walkyrie
- 6 nominations : Indiana Jones et le Royaume du crâne de cristal; L'Échange
- 3 nominations : Hancock; Hellboy 2 : Les Légions d'or maudites; Quantum of Solace; Morse; Le Monde de Narnia : Le Prince Caspian
- 2 nominations : Le Jour où la Terre s'arrêta; Les Chroniques de Spiderwick; WALL-E; Slumdog Millionaire; Australia

### Télévision
- 11 nominations : Lost : Les Disparus
- 6 nominations : Heroes
- 4 nominations : Terminator : Les Chroniques de Sarah Connor; Battlestar Galactica; Dexter
- 2 nominations : Fringe; Leverage; Star Wars: The Clone Wars; True Blood; The Closer : L.A. enquêtes prioritaires; Les Aventures de Flynn Carson : Le Secret de la coupe maudite; Breaking Bad